# Осиола (Индијана)
Осиола (енгл. Osceola) град је у америчкој савезној држави Индијана.

## Демографија
По попису из 2010. године број становника је 2.463, што је 604 (32,5%) становника више него 2000. године.
| Група             | 2000.         | 2010.         |
| Белци             | 1.816 (97,7%) | 2.308 (93,7%) |
| Афроамериканци    | 8 (0,4%)      | 34 (1,4%)     |
| Азијати           | 2 (0,1%)      | 17 (0,7%)     |
| Хиспаноамериканци | 13 (0,7%)     | 52 (2,1%)     |
| Укупно            | 1.859         | 2.463         |